# John Bell Hood
John Bell Hood (1 de juny o 29 de juny, 1831 - 30 d'agost de 1879) fou un oficial oficial confederat durant la Guerra Civil dels Estats Units. Hood tenia una reputació de valentia i agressivitat que de vegades vorejava la imprudència. Es podria dir que era un dels millors brigades i comandants de divisió que tenia l'exèrcit confederat. Certament, Hood excel·lia com a comandant de brigada o de divisió, però tingué menys èxit a l'hora de dirigir una unitat més gran, com ara un Cos d'exèrcit, i la seva carrera es va veure enterbolida per la seva decisiva derrota quan comandava l'exèrcit a la Campanya d'Atlanta i la Campanya de Franklin-Nashville